# Sachcomic
Ein Sachcomic ist eine Form der Sachliteratur, die komplexe Themen oder Informationen in einer grafischen Darstellung in Form eines Comics vermittelt. Dabei werden Texte und Bilder kombiniert, um Wissen auf unterhaltsame und leicht verständliche Weise zu präsentieren.
Sachcomics können sich mit einer Vielzahl von Themen befassen, wie Geschichte, Wissenschaft, Biografien, Politik, Philosophie und vielem mehr.
Bekannte Beispiele für Sachcomics im deutschsprachigen Raum sind die Bücher der in den 1980er Jahren populären Reihe der Sachcomics (oder Sach-Comics) im Rowohlt-Verlag, die auf Vorbildern der englischsprachigen Reihe ... for Beginners beruhen. Diese Taschenbuch-Reihe behandelt Persönlichkeiten und verschiedene andere Themen (wie z. B. Frieden, Atomkraft, Zen) in Form von „[...] für Anfänger“ betitelten Bänden, wie z. B. in verschiedenen Einführungen in die Ideologie linker Intellektueller, darunter einige von dem mexikanischen Karikaturisten Rius (d. i. Eduardo del Río) gestaltete, wie z. B. die Sachcomics Mao für Anfänger oder Marx für Anfänger.
Eine neuere umfangreichere Sachcomic-Reihe erscheint im Verlag TibiaPress in Überlingen.
Verschiedene andere Verlage, Autoren und Künstler haben Sachcomics veröffentlicht, z. B. Süchtig nach Krieg: warum die USA nicht aufhören können, Krieg zu führen. Ein Sachcomic von dem US-amerikanischen Soziologen und Kriegsgegner Joel Andreas.
Sachcomics sind eine beliebte Wahl für Leser fast jeden Alters, da sie Informationen in einer ansprechenden und zugänglichen Weise präsentieren.